# Francis Lastic
Francis Lastic (ur. 3 lutego 1972 na Saint Lucia) – piłkarz z Saint Lucia, grający na pozycji obrońcy, trener piłkarski.

## Kariera piłkarska

### Kariera klubowa
Do 2001 występował w Roots Alley Ballers z Vieux Fort, potem dwa lata bronił klubu Williams Connection na Trinidadzie i Tobago. W 2003 powrócił do Roots Alley Ballers, a w 2005 roku przeszedł do Northern United All Stars. W 2011 zakończył karierę piłkarską.

### Kariera reprezentacyjna
19 maja 1996 roku debiutował w narodowej reprezentacji Saint Lucia.

## Kariera trenerska
W 2012 objął stanowisko głównego trenera reprezentacji Saint Lucia.